# زمريات البحر
زمريات الشكل (Gasterosteiformes) هي رتبة من الأسماك شعاعية الزعانف وتشمل الأسماك الشائكة (stickleback) وأقاربها.
وفي رتبة زمريات الشكل، لا يكون الزّنّار الحوضي متصل أبدًا بـ سيليثارا (cleithra) بشكل مباشر، كما أن عظام الفك العلوي، حجاجي وتدي، بالإضافة إلى الوتدي القاعدي لا تتواجد في ذلك النوع من الأسماك. وغالبًا ما يكون جسم السمكة مُغطى جزئيًا أو كليًا بما يُسمى صفائح جلدية.
وكلمة «شُزمريات الشكل» يُقصد بها «عظام-البطن». هذه الكلمة مُشتقة من اللغة اليونانية القديمة (gaster) ((γαστήρ)؛ وتعني بالعربية «مَعِدة»، أو «بطن») + (ostoun) (ὀστοῦν؛ وتعني «عظم»). أما نهاية تلك الكلمة وهي "-(formes)" فهي مُشتقة من اللاتينية وتعني «ذات الشكل المشابه».

## علم التصنيف
تتضمن رتبة شعاعيات الزعانف على الأغلب أفراس البحر، السمك الأنبوبي والأسماك القريبة مثل رتيبة سينجنثويدي (Syngnathoidei)، بالإضافة إلى الأسماك الشائكة وأيضًا الأسماك القريبة لها التي تدخل ضمن رتيبة الزمريات (Gasterosteoidei). وفي كثير من العلاجات الحديثة يُعتبر التصنيف التقليدي كرتب مختلفة، مع استخدام التسمية السابقة زمارات البحر (Syngnathiformes). وهناك مجموعة كبيرة من الأدلة التي تؤكد على صحة هذه النظرية؛ في الحقيقة، لا يبدو أن تلك المجموعتين تنتميان بشكل خاص إلى فوق رتبة شوكيات الزعانف (Acanthopterygii).
وكما يظهر للعيان، فإن رتبة شعاعيات الزعانف متغيرة الحدود ولا تزال تشتمل على مجموعة الكائنات الحية شبه العرقية (paraphyletic) وأيضًا رتبة (قربيات الشكل (Scorpaeniformes). والأنواع الأكثر نموذجية في تلك المجموعة (على سبيل المثال أسماك عقارب البحر (scorpionfish)) من الواضح أنها أقرب إلى شٌعاعيات الزعانف «الحقيقية»، في حين تبدو الأسماك مسطَّحة الجسم وتُسمى الغرنار الطائر (flying gurnard) من عائلة إصبعيات الزعانف (Dactylopteridae) أنها تنتمي حقًا إلى الفرع الحيوي الذي يُسمى زمارات البحر. كما يبدو أن الأسماك الأقرباء لرتبة شُعاعيات الزعانف المحدودة هي أسماك الغَنَلالتي تنتمي إلى عائلة فوليديا (Pholidae) بالإضافة إلى أسماك الإلبوتمن عائلة (Zoarcidae)، ويتم تصنيفهما عادةً ضمن الأسماك شبه العرقية المعروفة باسم «أسماك شبيهة الأفراخ أو الفرخيات» (Perciformes). كلتا العائلتين، وأيضًا عائلة (Trichodontidae) القريبة، اتضح بعد ذلك أنهم فروع نتجت عن تشعُب شُعاعيات الزعانف و (scorpaeniform) إشعاع والذين تعرضوا لفقدان بشكل قياسي عظمة «الدرع» التي وُجدت في أقربائهم.
هناك ثلاث عائلات تنتمي حتمًا إلى رتبة شُعاعيات الزعانف بالمعنى الضيق:
- الأورينتشديات (Aulorhynchidae - tube-snouts)
- (Gasterosteidae) - الأسماك الشائكة
- (Hypoptychidae) - أسماك الأنقليس الرملية (the Sand Eel)
- (Gasterosteidae)- أسماك شائكة الظهر المدرَّعة (armoured sticklebacks)

إن الأسماك الشائكة المدرَّعة التي تنتمي إلى عائلة (Indostomidae) وأسماك التنين وأسماك العُثّة التي تنتمي إلى عائلة (عثيات بحرية) صُنِّفوا كثيرًا ضمن سلسلة الأسماك الأنبوبية والأسماك الشائكة وبينما تنتمي عائلة (Pegasidae) تقريبًا إلى رتبة زمارات البحر (Syngnathiformes)، فإن تصنيف العائلات أحادية النوع مشكلة لم تُحَل بعد بشكل جوهري، كما كان الحال دومًا. فإذا تتَّبعنا التطبيق الذي تقوم به المنظمات المختصة بتصنيف الأسماك، سنجد نفس المشكلة هناك.

## حواش
1. 1 2  William Eschmeyer; Jon D. Fong (23 Dec 2011). ""Pisces"" (PDF). Animal Biodiversity: An Outline of Higher-level Classification and Survey of Taxonomic Richness (بالإنجليزية). 3148 (1): 26–38. ISBN:978-1-86977-849-1. ISSN:1175-5334. QID:Q19402385.
2. ↑  E.g. ITIS (2004), Nelson (2006)
3. ↑  E.g. McAllister (1968)
4. ↑  E.g. FishBase (2005a,b)
5. 1 2  Kawahara (2008)

## وصلات خارجية
- Gasterosteiformes entry on Animal Diversity Web